# Tinción negativa

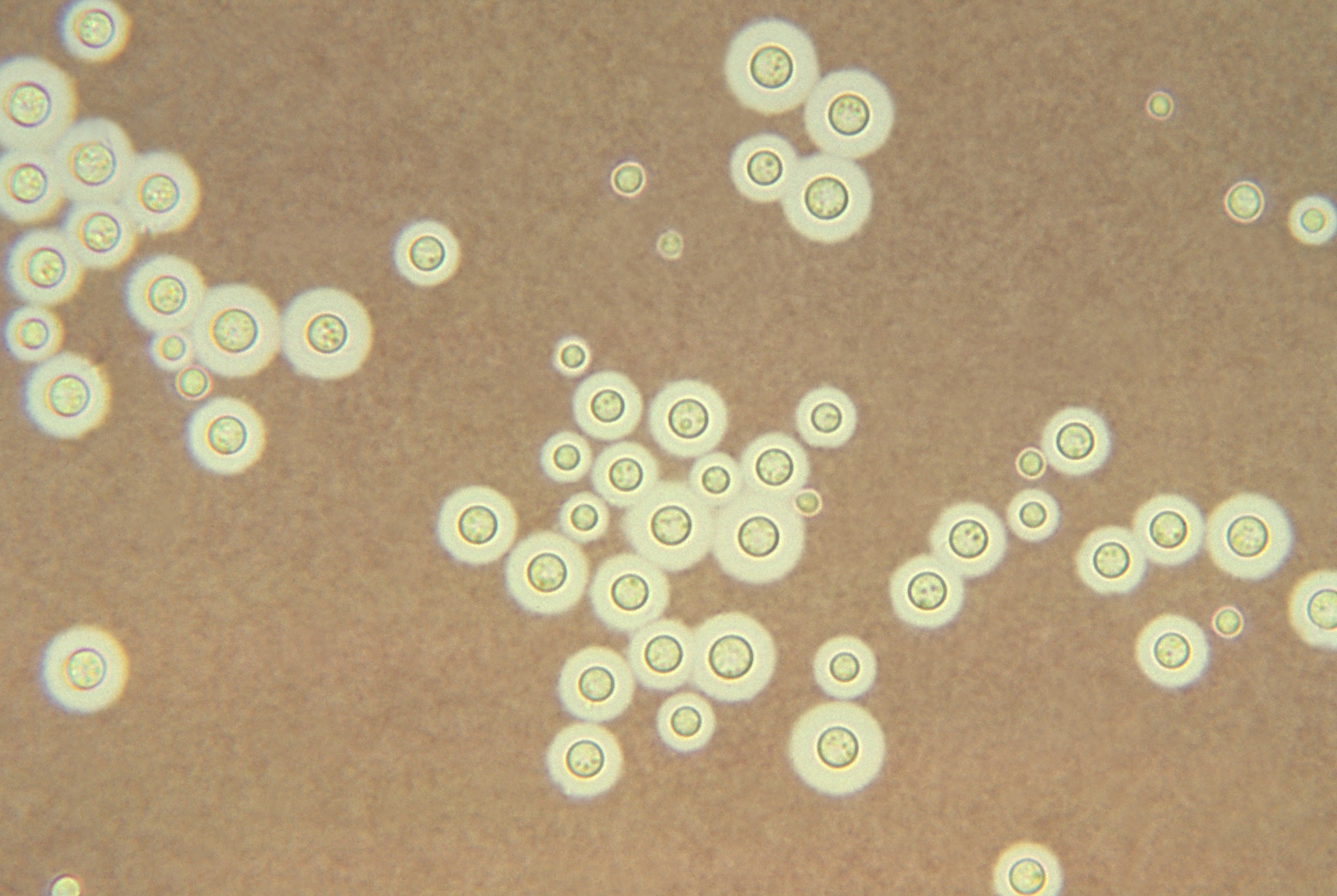
Cryptococcus neoformans revelados por medio de una tinción negativa con tinta china.

Tinción negativacontrastar las muestras mediante una sustancia opaca a los fotones (microscopía óptica) o a los electrones (microscopía electrónica). En el primer caso, se emplea nigrosina o tinta china; para el caso de bacteria, esta técnica permite visualizar las cápsulas como entes refringentes sobre un campo de fondo oscuro. En caso de microscopía electrónica de transmisión, se emplean sustancias de alto número atómico que, por tanto, resultan opacas a los electrones transmitidos. Típicamente, estas sustancias son acetato de uranilo, citrato de plomo o molibdato de amonio. Al electrónico, esta técnica permite visualizar virus, flagelos, bacterias y otros entes de escaso tamaño.